# Trúc Phương
Trúc Phương (1933 – 1995) là nhạc sĩ nhạc vàng tiêu biểu tại Việt Nam Cộng hòa trước 30 tháng 4 năm 1975. Nhiều ca khúc viết bằng giai điệu Bolero của ông trở thành bất hủ và vẫn được yêu thích cho đến tận nay.

## Cuộc đời
— Thanh Thúy, 
Trúc Phương tên thật là Nguyễn Thiên Lộc, sinh năm 1933 tại xã Mỹ Hòa, quận Cầu Ngang, tỉnh Vĩnh Bình (nay là xã Mỹ Hòa, huyện Cầu Ngang, tỉnh Trà Vinh).
Ông sinh hoạt văn nghệ tại Ty Thông tin tỉnh Vĩnh Bình cuối thập niên 1950 trong một thời gian ngắn rồi lên Sài Gòn học nhạc ở lớp nhạc của nhạc sĩ Trịnh Hưng. Hai sáng tác đầu tiên của ông là Tình thương mái lá và Tình thắm duyên quê viết vào năm 1957. Tiếp sau đó là Chiều làng em (1958) và Đò chiều (1959). Bản nhạc Tàu đêm năm cũ bất hủ của ông được viết vào đầu thập niên 1960, tặng cho những người sĩ quan phải đi xa nhà vì lúc đó chính quyền Đệ Nhất Cộng hoà có sắc lệnh hoán chuyển công tác sĩ quan, công chức miền Nam ra miền Trung và ngược lại. Tổng số lượng sáng tác của ông gần 70 bài, nhiều bài phổ biến trong suốt thập niên 1960 và cho đến tận hiện nay. Xin cảm ơn đời là bản nhạc cuối cùng mà ông viết vào tháng 3 năm 1995 với ca từ coi như những tâm tình, uẩn khúc mà ông muốn gửi lại cho đời lần sau chót.

Bìa bản nhạc Thói đời một trong những ca khúc nổi tiếng nhất trong sự nghiệp của ông.

Ông từng mở lớp nhạc ở số 33/230, đường Gia Long, Gò Vấp gọi là "Trúc Phương Tự Lực", đào tạo được một số ca sĩ như Thy Lệ Dung, Thy Lệ Huyền, Chinh Thông nhưng không mấy thành công. Tuy vậy, nhiều ca sĩ nổi tiếng nhờ trình bày những sáng tác của Trúc Phương như Thanh Thúy, Chế Linh, Duy Khánh ... Với Thanh Thúy, ông viết tặng riêng 5 bài: Hình bóng cũ, Lời ca nữ, Mắt em buồn, Tình yêu trong mắt một người và Mắt chân dung để lại.
Năm 1976, Trúc Phương vượt biên nhưng không thành công và bị tịch thu nhà số 301 Lý Thường Kiệt, Quận 11. Những năm sau, ông vượt biên thêm 2 lần nhưng vẫn không thành công. Lúc ra tù, vợ con ly tán, ông sống không nhà cửa, không giấy tờ tuỳ thân rồi lưu lạc về Trà Vinh, Vĩnh Long và vài nơi khác.
Giữa năm 1985, ông được nhận vào công tác tại Hội Văn nghệ Cửu Long, được cấp một căn phòng tại số 6 Hưng Đạo Vương, thị xã Vĩnh Long để ở. Thời gian này ông sáng tác và tặng bản thảo chép tay cho bạn bè một số bài nói về tình yêu cây lá, tình yêu quê hương như Chiều phố huyện, Hoa sách về xa, Trà Vinh trong những tình mật ngọt, Về An Quảng Hữu ... Hầu hết những bài này chính ông xác nhận rằng không thành công lắm, lý do bởi không còn cảm hứng dồi dào như những bài tình ca đã được đón nhận từ trước năm 1975.
Ít lâu sau, ông trở về sống ở Thành phố Hồ Chí Minh rồi qua đời vào ngày 18 tháng 9 năm 1995 vì bệnh sưng phổi, được gia đình an táng tại nghĩa trang Lái Thiêu, tỉnh Sông Bé.
Lúc ông mất, nhạc sĩ Nhật Ngân (lúc này đã định cư ở Mỹ) viết tặng bài Gửi người về cát bụi với lời nhạc có nhắc tên một số bài hát của ông.
Năm 2014, Trung tâm Asia thực hiện chương trình Asia 74: Trúc Phương – Ông hoàng của dòng nhạc Bolero để vinh danh ông.

## Tác phẩm
Danh sách này không đầy đủ, bạn cũng có thể giúp mở rộng danh sách.
- 24 giờ phép (1967)
- Ai cho tôi tình yêu (1964)
- Áo cưới mùa đông (1961)
- Bóng nhỏ đường chiều (1962)
- Bông cỏ may (1969)
- Buồn anh theo bước em[3]
- Buồn một mình
- Buồn trong kỷ niệm (1963)
- Chắp tay lạy người (1971)
- Chiều cuối tuần (1962)
- Chiều làng em (1958)
- Chín dòng sông hò hẹn (1992)
- Chuyện chúng mình (1961)
- Chuyện ngày xưa[4](1962)
- Con đường mang tên em (Còn chuyện chúng mình, 1964)
- Để trả lời một câu hỏi[5] (1967)
- Đêm gác trọ (Ngõ hẹp) (1961)
- Đêm tâm sự (1966)
- Đêm trên vùng đất lạ[6] (1968)
- Đêm Việt Nam (1963)
- Đò chiều (1959)
- Đôi mắt người xưa[7] (1961)
- Đường chiều cao nguyên
- Đường về Bình Tuy
- Em bỏ dòng sông (1993)
- Hai chuyến tàu đêm[8] (1960)
- Hai lối mộng (1962)
- Hình bóng cũ (1962)
- Kẻ ở miền xa (1968)
- Lời ca nữ
- Mắt chân dung để lại (1994)
- Mắt em buồn (1963)
- Một lần thương nhớ (1966)
- Một người đi xa[9](1967)
- Mưa nửa đêm (1962)
- Mười đầu ngón tay (1966)
- Người giãi bày tâm sự (1966)
- Người nhập cuộc 1, 2 (1969)
- Người xa về thành phố (1968)
- Người xóm cũ (1963)
- Người yêu lên tiếng
- Nhận diện tình đời
- Những lời này cho em (Cho chuyện chúng mình) (1965)
- Nửa đêm ngoài phố (1961)
- Quê hương ai nhớ thì về
- Sau lưng kỷ niệm (1964)
- Sông núi miền Tây
- Siết chặt bàn tay (Văn Khánh - Trúc Phương)[10] (1968)
- Tàu đêm năm cũ (1961)
- Thói đời (1970)
- Thư gửi người miền xa (Viết thư tình, 1967)
- Tiếng chày bên sông
- Tình ca nữ
- Tình người chiến binh (Tình đôi mươi) (1960)
- Tình thắm duyên quê (1957)
- Tình thương mái lá (1957)
- Tình yêu trong mắt một người
- Trả nhau ngày tháng cũ (1992)
- Trên bốn vùng chiến thuật[11] (1969)
- Trước mặt tình yêu (Lại chuyện chúng mình, 1965)
- Tơ vương (1963)
- Tôi thương tôi
- Tự tình trong đêm
- Tuổi tình yêu (1963)
- Vòng tay lửa (Nhận diện thời gian)
- Xin cảm ơn đời

## Đính chính
Trúc Linh ‒ con trai ông chia sẻ: 
"Ba tui không bao giờ uống rượu. Ba lấy má tui trong những năm cuối 50 chớ không phải sau năm 70, năm nay tui 5 bó rồi. Má tui con nhà giáo, gia đình cũng khá nhưng ở Bến Tre. Chiều Làng Em là bài ba tui viết cho má tui. Ông già tui không phải tự học nhạc, mà có thầy dạy đàng hoàng. Chung quanh nhà bà nội tui ở Trà Vinh không hề có tre trúc gì hết ráo, mà nhà má tui ở Bến Tre thì có nhiều. Gia đình tui cũng không nghèo, ba tui thường lái Mazda và Peugeot 404. Thời xưa cũng có lúc khó khăn khi ông còn viết nhạc, nhưng sau này ba má tui làm ăn cũng khá lắm. Khi 'giải phóng' vào thì có sa sút, nhưng đó là tình trạng chung của tất cả dân miền Nam thời bao cấp. Gia đình tui có tới 6 anh chị em, có nghĩa là ba và má tui chung sống cũng khá lâu. Họ ly dị vào khoảng năm 1979. Nguyễn Trung viết rằng khi ba tui qua đời, chết chỉ còn đôi dép là nói LÁO. Ông không giàu có gì, nhưng cũng không đến nỗi thê thảm như vậy. Tui đã từng về thăm ông 3 tháng trước khi ông mất, cho thấy điều này ông Trung quá bôi bác gia đình chúng tôi. Nói như ông Trung có nghĩa là các con của ông không hề quan tâm tới ông. Điều này không đúng sự thật. Chúng tôi lúc nào cũng quan tâm đến ông."